# Красівська сільська рада (Бердичівський район)
Красівська сільська рада — колишня адміністративно-територіальна одиниця та орган місцевого самоврядування у Білопільському, Бердичівському районах і Бердичівській міській раді Бердичівської округи, Вінницької й Житомирської областей Української РСР та України з адміністративним центром у с. Красівка.

## Населені пункти
Сільській раді були підпорядковані населені пункти:
- с. Красівка
- с. Дубівка

## Населення
Відповідно до перепису населення СРСР, станом на 17 грудня 1926 року, чисельність населення ради становила 1 041 особу, з них, за статтю: чоловіків — 501, жінок — 540; етнічний склад: українців — 1 028, росіян — 6, євреїв — 7. Кількість господарств — 229.
Відповідно до результатів перепису населення СРСР, кількість населення ради, станом на 12 січня 1989 року, становила 832 особи.
Станом на 5 грудня 2001 року, відповідно до перепису населення України, кількість мешканців сільської ради становила 679 осіб.

### Мова
Розподіл населення за рідною мовою за даними перепису 2001 року:
| Мова       | Відсоток |
| ---------- | -------- |
| українська | 98,82 %  |
| російська  | 1,03 %   |

## Склад ради
Рада складалася з 15 депутатів та голови.

### Керівний склад сільської ради
| ПІБ                            | Основні відомості                                                  | Дата обрання | Дата звільнення |
| ------------------------------ | ------------------------------------------------------------------ | ------------ | --------------- |
| Ельмуратов Олександр Джураєвич | Сільський голова , 1957 року народження, освіта, безпартійний      | 26.03.2006   | 31.10.2010      |
| Апатов Ігор Адольфович         | Сільський голова , 1972 року народження, освіта вища, безпартійний | 31.10.2010   |                 |

Примітка: таблиця складена за даними джерела

## Історія
Створена 1923 року, в складі с. Красівка та лісових сторожок Бабій Гай, Ваканца і Галява Пузирецької волості Бердичівського повіту Київської губернії. На 15 червня 1926 року в підпорядкуванні значиться сільгоспколектив ім. Карла Маркса. Станом на 1 жовтня 1941 року лісові сторожки Бабій Гай, Ваканца та Галява не перебувають на обліку населених пунктів.
Станом на 1 вересня 1946 року сільська рада входила до складу Бердичівського району Житомирської області, на обліку в раді перебували с. Красівка.
11 серпня 1954 року, відповідно до указу Президії Верховної ради Української РСР «Про укрупнення сільських рад по Житомирській області», до складу ради приєднано с. Дубівка ліквідованої Дубівської сільської ради Бердичівського району.
На 1 січня 1972 року сільська рада входила до складу Бердичівського району Житомирської області, на обліку в раді перебували села Дібрівка та Красівка.
Ліквідована 30 грудня 2016 року через об'єднання до складу новоствореної Семенівської сільської територіальної громади Бердичівського району Житомирської області.
Входила до складу Білопільського (7.03.1923 р.), Бердичівського (17.06.1925 р., 28.06.1939 р.) районів та Бердичівської міської ради (15.09.1930 р.).